# ماثيو بيلي (لاعب كريكت)
ماثيو بيلي (6 أكتوبر 1977 في المملكة المتحدة - ) (بالإنجليزية: Matthew Bailey)‏ هو لاعب كريكت بريطاني.

## وصلات خارجية
- ماثيو بيلي على موقع إي آس بي آن كريك إنفو (الإنجليزية)